# Oocist

Estructura cel·lular dels apicomplexa: 1-anell polar, 2-conoide, 3-micronemes, 4-roptries, 5-nucli, 6-nucleol, 7-mitocondri, 8-anell posterior, 9-alvèols, 10-aparell de golgi, 11-micropor.

Un oocist és la forma de resistència d'alguns protozous del fílum Apicomplexa.
Un oocist (derivat del grec:. oon, ou + kystis, bufeta) és una espora dura amb paret gruixuda capaç de sobreviure llargs períodes fora de l'hoste. El zigot es desenvolupa dins l'espora, la qual actua per protegir-lo durant la transferència al nou hoste. Els organismes que creen oocists inclouen Cryptosporidium parvum, causant de la criptosporidiosi i Toxoplasma, entre d'altres.
El cicle vital dels apicomplexa té una sèrie d'estadis que han evolucionat per permetre als paràsits intracel·lulars sobreviure en una àmplia varietat de medi ambients durant el seu complex cicle. Cada estadi està tipificat per una varietat cel·lular amb diferent morfologia i bioquímica.
No tots els apicomplexa desenvolupen totes les varietats cel·lulars i mètodes de divisió.
Un exemple molt clar d'un apicomplex que forma oocists són els Cryptosporidium, organismes causants de la criptosporidiosi.